# Humpty Dumpty Snack Foods
 (janvier 2021).

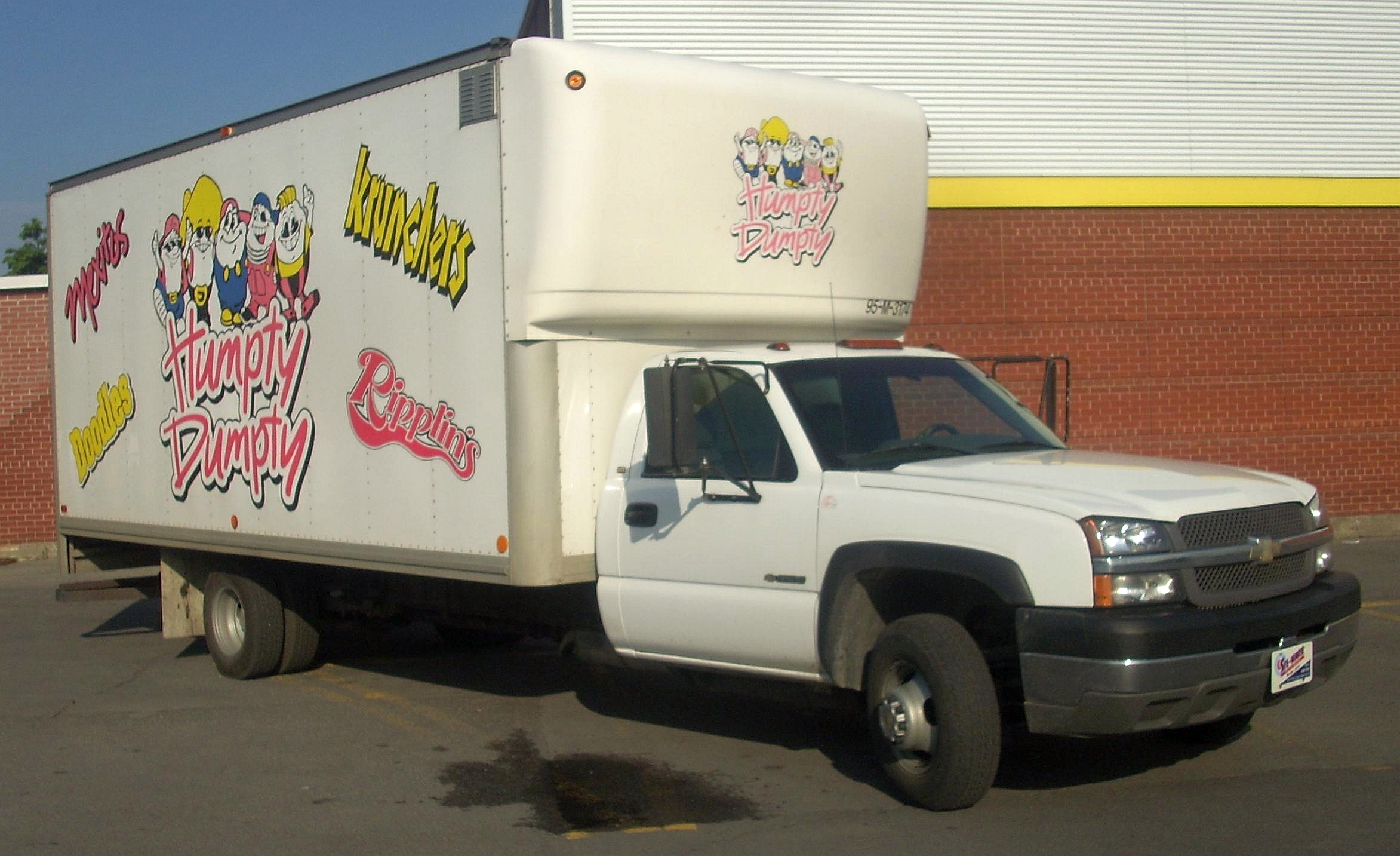
Véhicule Chevrolet Silverado arborant le précédent logo de l'entreprise.

Humpty Dumpty Snack Foods est une entreprise agroalimentaire canadienne basée à Kitchener (Ontario), qui appartient depuis 2006 au groupe Old Dutch Foods. Elle est spécialisée dans la production de chips de pomme de terre et de produits de grignotage
Elle tire son nom d'un personnage populaire d'une comptine anglaise, Humpty Dumpty, qui est représenté dans le logo de l'entreprise.